# Strunjanska dolina
Strunjanska dolina este o arie protejată (arie specială de conservare — SAC, sit de importanță comunitară — SCI) din Slovenia întinsă pe o suprafață de 30,21 ha, integral pe uscat.

## Localizare
Centrul sitului Strunjanska dolina este situat la coordonatele 45°31′30″N 13°37′00″E / 45.5251°N 13.6166°E.

## Înființare
Situl Strunjanska dolina a fost declarat sit de importanță comunitară în aprilie 2013 pentru a proteja 1 specie de animale. Situl a fost protejat și ca arie specială de conservare în aprilie 2015.

## Biodiversitate
Situată în ecoregiunea continentală, aria protejată nu include niciun habitat protejat.
La baza desemnării sitului se află o specie protejată de  nevertebrate: Vertigo angustior.